# Harsvika
Harsvika est une localité du comté de Trøndelag, en Norvège. Il est situé sur la côte sud de l’île de Stokkøya, dans la région de Stokksund au nord-ouest d’Åfjord. Juste à l’est de Harsvika se trouve l’extrémité nord du pont Stokkøy, le reliant au village de Revsnes situé sur le continent.